# Rio Crixás-Açu
O rio Crixás-Açu é um curso de água que banha alguns municípios do norte do estado de Goiás, no Brasil.
Afluente da margem direita do rio Araguaia. Desagua no município de São Miguel do Araguaia. Possui várias espécies de peixes entre os quais: Pial, Mandubé, Branquinha, Pirarara, Filhote, Pintado dentre outros tantos. Rio de águas claras e durante os meses de julho até novembro possui praias abundantes. Nas suas margens podemos encontrar vários pássaros bem como algumas casas de veraneio.
O rio Crixás-Açu (Crixás Grande) nasce perto da rodovia Belém-Brasília, no divisor de águas com o rio Tocantins, nas encostas das serras de Nova América (Goiás). O nome vem da nação indígena que habitava a região da antiga capital de Goiás.
O Crixás vai recebendo afluentes como o rio dos Peixes, o rio dos Bois e o rio Crixás-Mirim (Pequeno), antes de formar um longo combinado com o Araguaia, onde deságua entre Bandeirantes (Goiás) e Luis Alves (Goiás).
É tão importante na história da região que deu nome ao município onde nasce (Crixás) e ao que contém sua foz (Nova Crixás). A foz do Crixás com o rio Araguaia é uma área selvagem de rara beleza, numa barra hoje transformada em reserva particular do patrimônio natural (RPPN do Jaburu) de grande extensão.
Segundo a Lei Estadual de Goiás Nº 12.800, de 27 de dezembro de 1995, sua barra é divisa entre os municípios de Bonópolis e Mara Rosa.